# 青山裕企
青山裕企（1978年—），日本的摄影家。他的作品以 "日本社会的象征性人物 "为基础，如工薪族和高中女生，并反映了他自己对青春期和父亲身份的看法。

## 脚注
1. ↑  . KAI-YOU.net | POP is Here .   [2021-12-16]. （原始内容存档于2021-12-16） （日语）.